# Myrmicium
Myrmicium (лат.) — ископаемый род перепончатокрылых насекомых семейства Pseudosiricidae (Siricoidea) подотряда сидячебрюхие. Юрский и меловой период.

## Описание
Крупные ископаемые перепончатокрылые (размер 5,4 — 7,5 см). Найдены примерно в трёх десятках остатков юрского периода Германии и мелового периода Великобритании (145—140 млн лет). Род был впервые описан в 1854 году британским энтомологом Джоном Вествудом (John Obadiah Westwood; 1805—1893) как монотипический для вида Myrmicium heerii Westwood, 1854, найденному в отпечатках в заливе Дарлстон, Нижний Пурбек, Суонедж (Durlston Bay, Lower Purbeck, Swanage), который находится в берриасском мелководном сублиторальном известняке в формации Лулуорт (Lulworth Formation) в Соединенном Королевстве.

## Систематика
Род Myrmicium имеет длинную таксономическую историю. Включался в состав семейств муравьёв Formicidae и сидячебрюхих перепончатокрылых †Myrmiciidae и †Pseudosiricidae (Symphyta). Среди сестринских таксонов рассматриваются Kuengilarva, Lydidae, Mesopamphila, Pesarinia, Prohepialus.
В 1893 году Dalla Torre (1893) включил †Myrmicium в состав подсемейства муравьёв Myrmicinae (Formicidae). Несколько авторов рассматривали его в качестве младшего синонима рода Myrmica (Dalla Torre, 1893; Forel, 1915). В 1906 году Handlirsch исключил †Myrmicium из состава Formicidae и перенёс в †Pseudosiricidae (Symphyta), что потом подтвердили Абэ, Смит и Болтон (Abe & Smith, D.R. 1991; Bolton, 2003). Кроме того Handlirsch рассматривал †Myrmicium в качестве младшего синонима рода †Pseudosirex (Handlirsch, 1906). Однако позднее статус †Myrmicium как валидного рода был подтверждён другими авторами (Maa, 1949; Rasnitsyn, 1969; Jarzembowski, 1993; Bolton, 2003).Также †Myrmicium был перенесён из Formicidae в состав отдельного семейства †Myrmiciidae (Symphyta) ещё несколькими авторами (Maa, 1949; Rasnitsyn, 1969; Jarzembowski, 1993).

### Список видов
- †Myrmicium elongatus Germar, 1839[10]
  - =†Belostomum elongatum
  - =†Pseudosirex elongatus
- †Myrmicium heerii Westwood, 1854
  - =†Pseudosirex heeri
- †Myrmicium nanus Handlirsch, 1906[11]
  - =†Pseudosirex nanus
- †Myrmicium schroeteri Germar, 1839[10]
  - =†Pseudosirex schroeteri
  - =†Rhipidorhabdus schroeteri
  - =†Sphinx schroeteri